# عدلان بوتناف
عدلان بوتناف (بالفرنسية: Adlène Boutnaf)، (مواليد 23 فبراير 1984، في حسين داي بالجزائر) هو لاعب كرة قدم جزائري محترف. يلعب حاليا كمدافع لنادي الرابطة الجزائرية المحترفة الثانية أولمبي المدية.

## إحصائيات
| أداء النادي   | أداء النادي   | أداء النادي                        | الدوري | الدوري  | الكأس       | الكأس       | قارية      | قارية      | المجموع | المجموع |
| موسم          | النادي        | الدوري                             | الظهور | الأهداف | الظهور      | الأهداف     | الظهور     | الأهداف    | الظهور  | الأهداف |
| الجزائر       | الجزائر       | الجزائر                            | الدوري | الدوري  | كأس الجزائر | كأس الجزائر | كأس الدوري | كأس الدوري | المجموع | المجموع |
| ------------- | ------------- | ---------------------------------- | ------ | ------- | ----------- | ----------- | ---------- | ---------- | ------- | ------- |
| 2010- 2011    | جمعية الخروب  | الرابطة الجزائرية المحترفة الأولى  | 19     | 3       | 1           | 0           | -          | -          | 20      | 3       |
| 2011-12       | أولمبي المدية | الرابطة الجزائرية المحترفة الثانية | 22     | 0       | 3           | 0           | -          | -          | 25      | 0       |
| المجموع       | الجزائر       | الجزائر                            | -      | -       | -           | -           | -          | -          | -       | -       |
| المجموع الكلي | المجموع الكلي | المجموع الكلي                      | -      | -       | -           | -           | -          | -          | -       | -       |